# Canal Cornillon
Le canal Cornillon ou canal 01 du Luxembourg est un canal long de 570 mètres coupant le méandre de la Marne entre Villenoy et Meaux.

## Historique
Ce canal remonte au Moyen Âge : il est mentionné en 1235 dans le capitulaire de Thibaut de Champagne conservé à la médiathèque de la ville, d'ailleurs toute proche du canal.
La fonction de ce canal était double :
- fortifier la presqu'île où se tenait le marché de Meaux ;
- permettre le passage aux bateaux, ce qui leur évitait de passer sous le pont principal, encombré de moulins. Pour cela, ce canal a été équipé d'abord de pertuis (ou portes marinières), simples ouvertures ménagées dans des barrages, obturables en l'absence de bateaux.

Au XVIIe siècle, ces pertuis ont été remplacés par une écluse longue de 44 m.
À la fin du XVIIIe siècle, cette écluse a été agrandie jusqu'à plus de 60 m de long, avec une largeur de sas dépassant 15 m. C'est celle que l'on peut voir actuellement.
Ce canal a été utilisé pour la navigation jusqu'à une époque relativement récente (seconde moitié du XXe siècle), c’est-à-dire largement après l'ouverture du canal de Chalifert qui lui est parallèle dans ses 300 premiers mètres. 
Le canal a connu une première campagne de restauration en 1995, avec la pose d'une nouvelle porte aval en bois, identique à la précédente tombée en ruine.
Le 21 octobre 2006 vers 17 h, cette même porte fut emportée par la pression de l'eau, arrachant avec elle une partie des quais.